# Ctiněves
Ctiněves (en allemand : Ctiniowes) est une commune du district de Litoměřice, dans la région d'Ústí nad Labem, en Tchéquie. Sa population s'élevait à 369 habitants en 2021.

## Géographie
Ctiněves se trouve à 7 km au sud-est de Roudnice nad Labem, à 23 km au sud-est de Litoměřice, à 37 km au sud-est d'Ústí nad Labem et à 35 km au nord-nord-ouest de Prague.

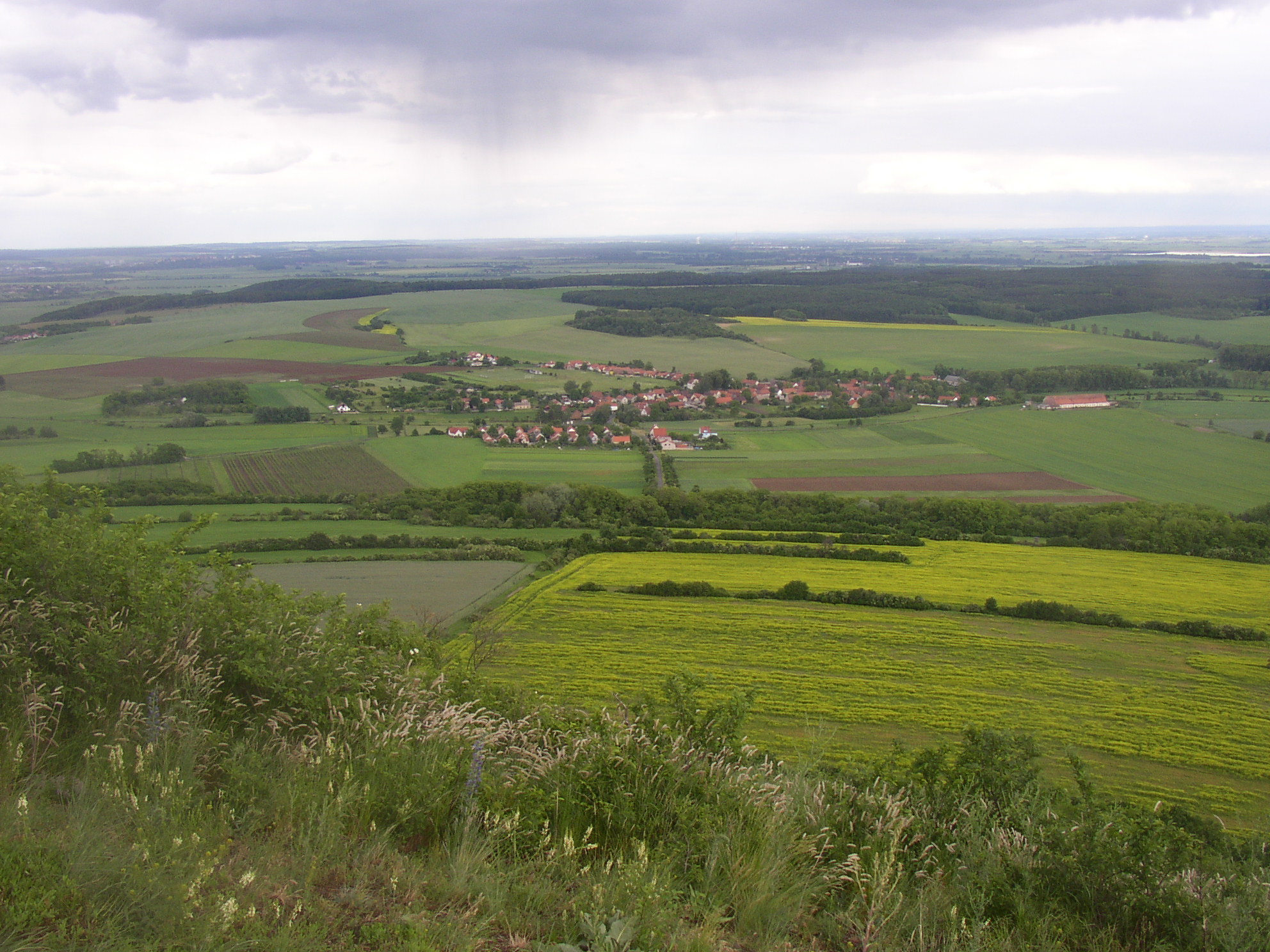
Ctiněves : vue aérienne.
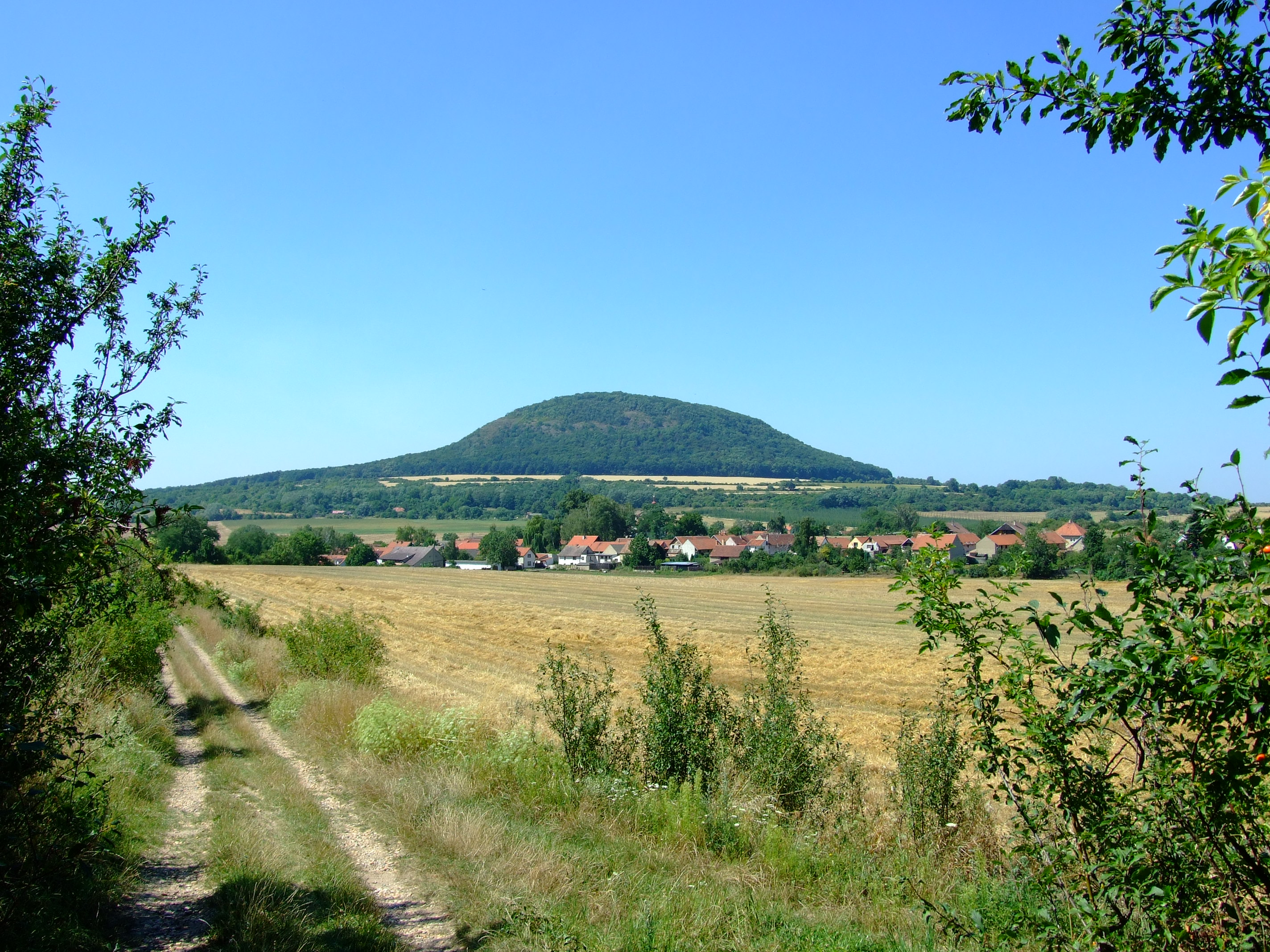
Mont Říp et Ctiněves.

Située au sud-est de la région d'Usti nad Labem, la commune est limitée au nord par Krabčice, à l'est par Kostomlaty pod Řípem, au sud par Černouček et à l'ouest par Mnetěš.

## Histoire
La première mention écrite de Ctiněves remonte à 1318.

## Galerie

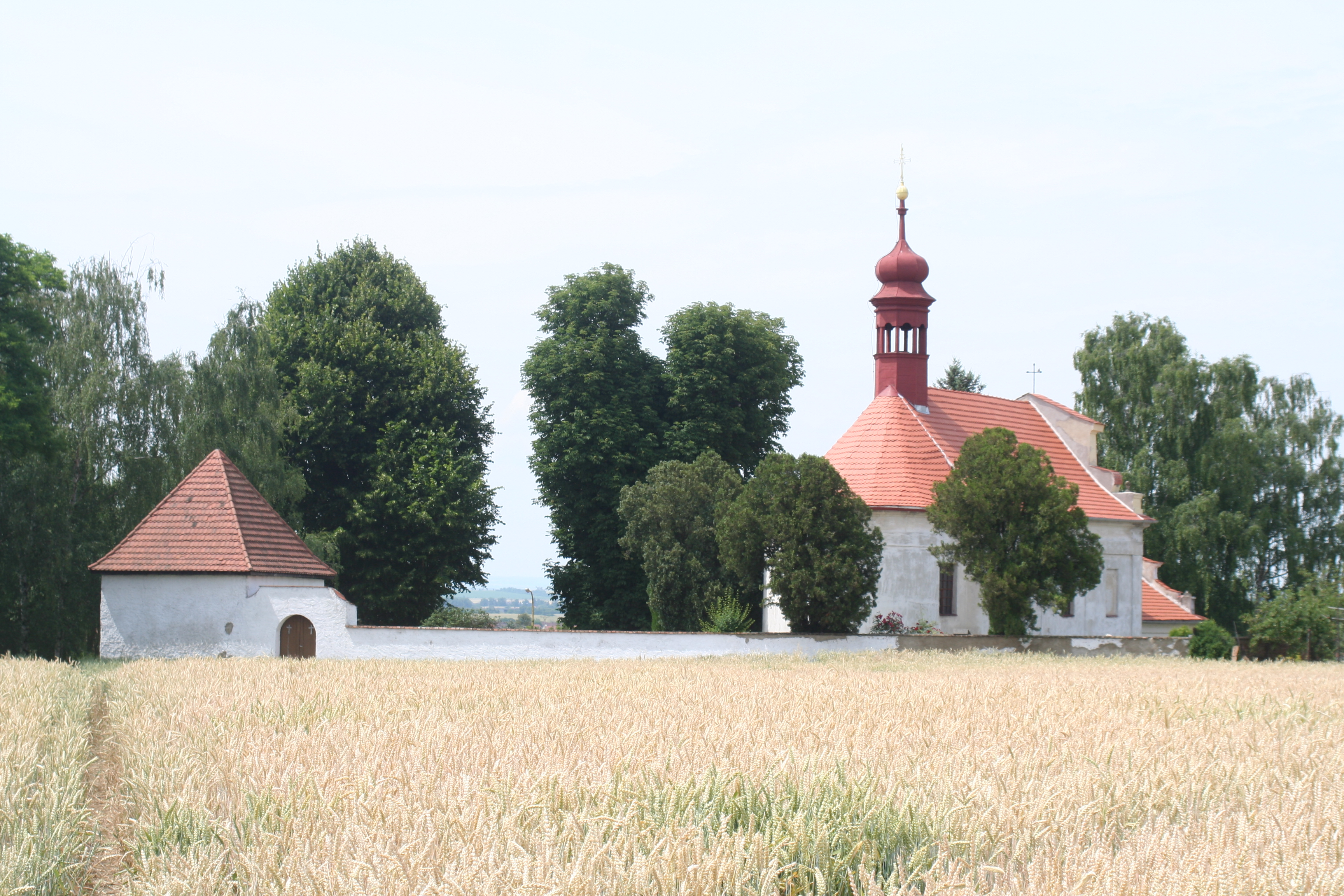
Église Saint-Mathieu.
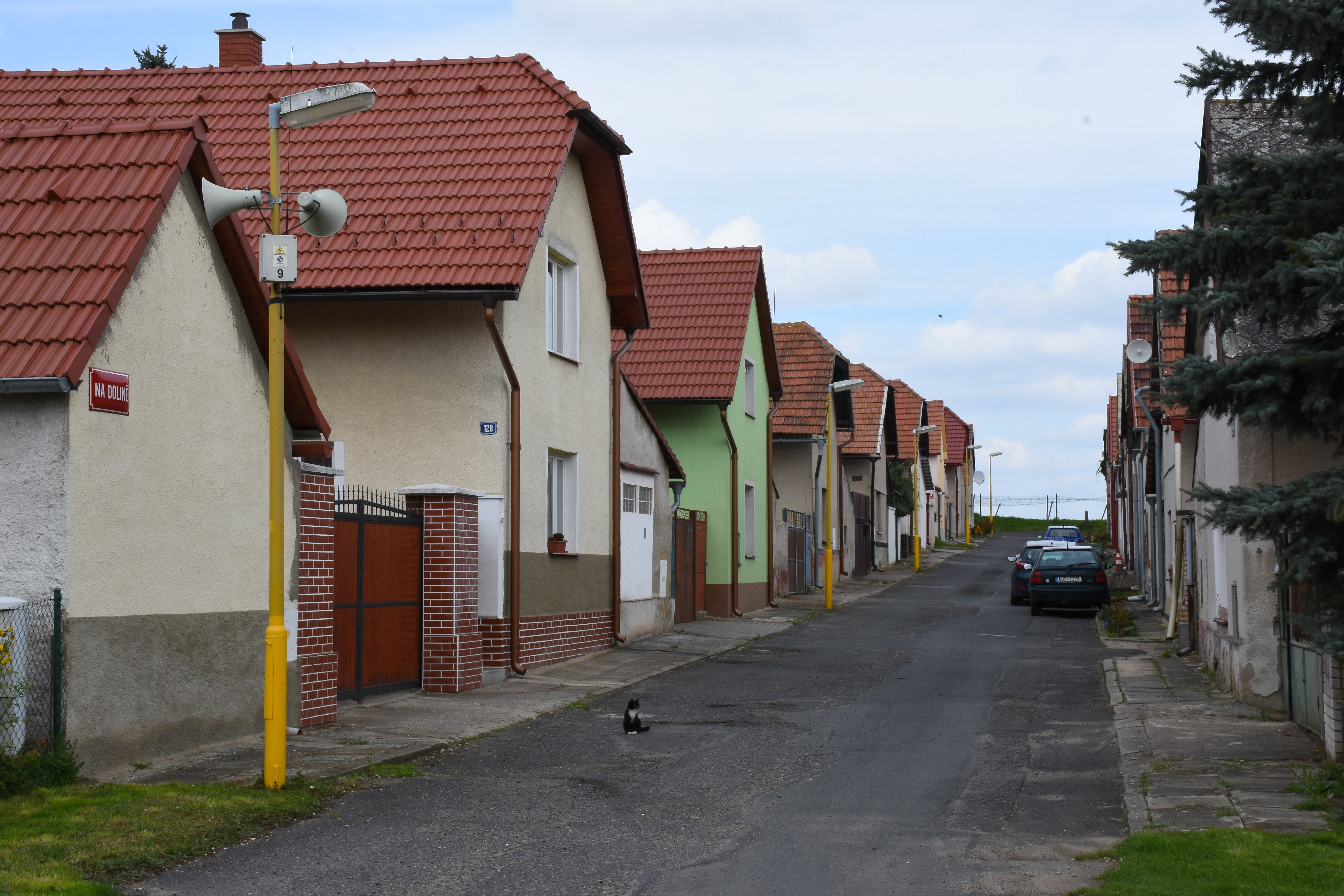
Ctiněves : rue principale.

## Transports
Par la route, Ctiněves se trouve à 8 km de Roudnice nad Labem, à 29 km de Litoměřice, à 44 km de Prague et à 55 km d'Ústí nad Labem.